# أبراش
قرية أبراش هي إحدى القرى التابعة لمركز مشتول السوق في محافظة الشرقية في جمهورية مصر العربية. حسب إحصاءات سنة 2006، بلغ إجمالي السكان في أبراش 7504 نسمة، منهم 3788 رجلا و3716 امرأة.

## التاريخ
قرية أبراش من القرى القديمة، واسمها الأصلي وقت الفتح الإسلامي لمصر «بارست» (بالإنجليزية: Barset)‏، وقد وردت باسم «براش» في أعمال الشرقية ضمن قرى الروك الصلاحي التي أحصاها ابن مماتي في كتاب قوانين الدواوين. كما وردت باسم «براش» في أعمال الشرقية ضمن قرى الروك الناصري التي أحصاها ابن الجيعان في كتاب «التحفة السنية بأسماء البلاد المصرية». وفي العصر العثماني، ورد اسم «براش» ضمن قرى ولاية الشرقية في التربيع العثماني الذي جرى في بداية العصر العثماني في مصر، وفي تاريخ 1228هـ/1813م الذي عدّ قرى مصر بعد المسح الذي قام به محمد علي باشا وردت القرية باسم «إبراش» ضمن قرى مديرية الشرقية.